# L'Anniversaire du monde
L'Anniversaire du monde (titre original : The Birthday of the World) est un recueil de nouvelles d'Ursula K. Le Guin paru aux États-Unis en 2002 puis a été traduit en français et publié par les éditions Robert Laffont en 2006. 
Il comprend une préface de l'auteur et huit nouvelles. Les sept premières, toutes liées au cycle de l'Ékumen, avait déjà été publiées auparavant. L'auteur y retravaille sur des planètes et des ethnies qu'elle a inventées dans des recueils précédents, comme Géthen/Nivôse, le monde évoqué dans La Main gauche de la nuit, la planète O qu'elle créa dans Pêcheur de la mer intérieure et le monde de Werel (Quatre chemins de pardon). La dernière nouvelle, inédite, n'est pas lié à un cycle de l'auteur.

## Nouvelles
- Puberté en Karhaïde, 2006 ((en) Coming of Age in Karhide, 1995)Se déroule sur la planète Géthen/Nivôse de La Main gauche de la nuit
- La Question de Seggri, 2006 ((en) The Matter of Seggri, 1994)Se déroule sur la planète Seggri
- Un amour qu'on n'a pas choisi, 2006 ((en) Unchosen Love, 1994)Se déroule sur la planète O
- Coutumes montagnardes, 2006 ((en) Mountain Ways, 1996)Se déroule sur la planète O, prix Locus de la meilleure nouvelle longue 1997
- Solitude, 2005 ((en) Solitude, 1994)Se déroule sur la planète Onze-Sorro
- Musique Ancienne et les Femmes esclaves, 2000 ((en) Old Music and the Slave Women, 1999)Se déroule sur la planète Werel de Quatre chemins de pardon
- L'Anniversaire du monde, 2005 ((en) The Birthday of the World, 2000)Prix Locus de la meilleure nouvelle longue 2001
- Paradis perdu, 2005 ((en) Paradises Lost, 2002)

## Éditions
- The Birthday of the World, HarperCollins, 5 mars 2002, 362 p.  (ISBN 0-06-621253-7)
- L'Anniversaire du monde, Robert Laffont, coll. « Ailleurs et Demain », 9 février 2006, trad. Patrick Dusoulier, 408 p.  (ISBN 2-221-10537-0)
- L'Anniversaire du monde, Le Livre de poche, coll. « Science-fiction » no 31869, 30 mars 2010, trad. Patrick Dusoulier, 567 p.  (ISBN 978-2-253-02348-7)